# Ézio Leal Moraes Filho

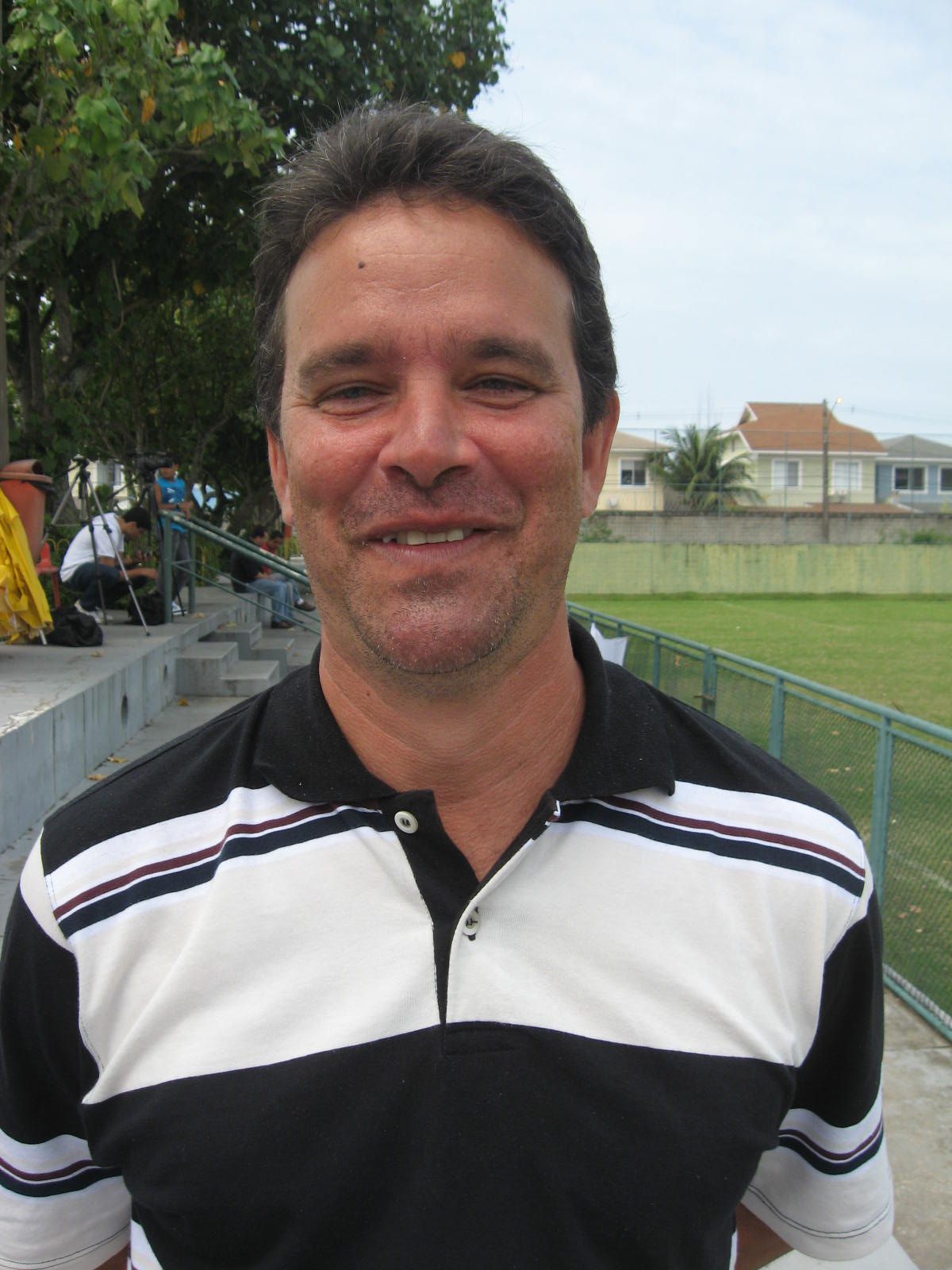
Ézio (September 2010)

Ézio Leal Moraes Filho (* 16. Mai 1966; † 9. November 2011 in Rio de Janeiro) war ein brasilianischer Fußballspieler. Der Stürmer war auch als Ézio bekannt.

## Sportlicher Werdegang
Ézio kam über Bangu AC, Olaria AC, Americano FC und Associação Portuguesa de Desportos 1991 zu Fluminense FC. Hier etablierte er sich als torgefährliche Sturmspitze und erzielte für den Klub 118 Tore in 236 Spielen. Dabei gewann er zweimal die Taça Guanabara und 1995 die Staatsmeisterschaft von Rio de Janeiro. Mit dem Klub stand er zudem in den Endspielen um die Copa do Brasil 1992 – beim 2:1-Hinspielerfolg gegen den SC Internacional hatte er den Endstand besorgt, mit einer 0:1-Rückspielniederlage wurde aufgrund der Auswärtstorregel der Titelgewinn verpasst. 1995 ging er zu Atlético Mineiro, ehe er bei CFZ do Rio, Rio Branco AC und AA Internacional seine aktive Laufbahn ausklingen ließ.